# Fins-Oegrische volkeren

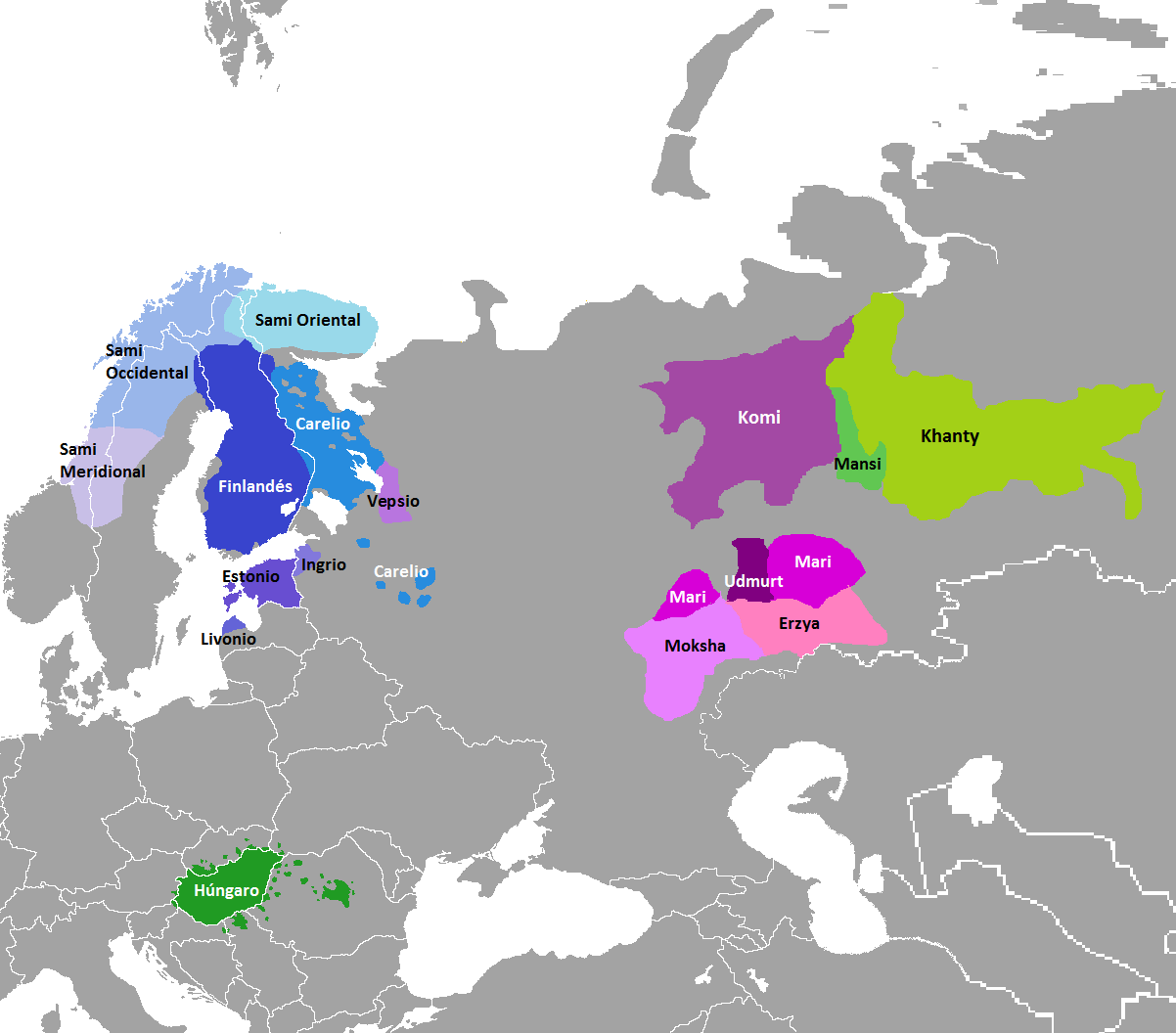
Het huidige verspreidingsgebied van de Fins-Oegrische talen

De Fins-Oegrische volkeren, ook: Finoegrische volkeren, omvatten die volkeren die tegenwoordig of in het verleden Fins-Oegrische talen gebruiken of gebruikten. Als men de taalkundig verwante Samojeedse volkeren insluit kan men spreken van Oeraalse volkeren.

## Vroege geschiedenis
In zekere zin hebben de Fins-Oegrische volkeren een gemeenschappelijke vroege geschiedenis.
Hun latere geschiedenis is echter onderscheidend verlopen.
De voorouders van de Oeraalse (Fins-Oegrische en Samojeedse) volkeren zijn in verband gebracht met de mesolithische bevolking van Noordoost-Europa , met inbegrip van het Wolga-Oeralgebied. Hun invloed strekte zich echter uit tot ver in Siberië. Zelfs bij de Joekagieren in het noordoosten van Eurazië vindt men bewijzen van culturele en taalkundige contacten.
Vanwege de klimatologische omstandigheden ontwikkelde het neolithicum zich slechts langzaam en gedeeltelijk. Aan de Oostzee ontstond de Narvacultuur, die, hoewel omstreden, in verband wordt gebracht met de Finse volkeren. Vanuit Oost-Azië verspreidde het eerste aardewerk, het karakteristieke kamkeramiek zich over Siberië, Noordoost-Europa, Scandinavië en zelfs tot in Engeland. Ook is er een duidelijke invloed vanuit de Centraal-Aziatische Kelteminarcultuur. Er zijn veel aanwijzingen dat er sinds de kamkeramiek- en verwante culturen van het 3e millennium v.Chr. in een groot deel van het noorden van Eurazië een continuïteit van Oeraalse bevolkingsgroepen bestond. Anderzijds zijn ook culturele invloeden en immigratie van bevolkingen uit de Euraziatische steppe zichtbaar.
De agrarische culturen van de zuidelijke Fin-Oegriërs zoals de Esten breidde zich naar het noorden uit. Dit ging ten koste van de jager-verzamelaar, rendierhouders en vissersculturen van de noordelijke volkeren, zoals de voorouders van de Samen en Nenetsen. Dit proces, dat bijna drie millennia duurde, zette zich tot in het begin van de 20e eeuw voort met de migratie van de Komi in de toendra ten oosten en westen van de Noordelijke Oeral.
In de bronstijd (2e millennium v.Chr.) worden onder andere de Pozdnjakovocultuur en Prikazancultuur in de gebieden ten westen en ten oosten van het Wolgabekken met Fins-Oegrische volkeren in verband gebracht. Van grote invloed was het Sejma-Toerbino-complex van rondreizende metaalbewerkers uit het Altaj-gebied.
In de ijzertijd (1e millennium v.Chr. tot ongeveer 300 v.Chr.) volgen hierop Gorodets-, Djakovo- en Ananjinocultuur. Uit deze culturen kwamen de laatantieke en vroegmiddeleeuwse Fins-Oegrische volkeren voort, waarover in schriftelijke bronnen van het 1e millennium AD wordt bericht.
Sinds de vroege middeleeuwen werd de relatief gesloten Fins-Oegrische bevolking in het midden- en noorden van Oost-Europa doorbroken door de immigratie van Balten, Oostelijke Slaven en Turkse volkeren, en de overname van hun talen door de inheemse bevolking. Zo gezien kunnen naast de huidige Fins-Oegrische volkeren zoals de Finnen, Hongaren en Esten, ook delen van de huidige Scandinaviërs, Russen, Balten en de Turkse volkeren van het Wolga-Oeralgebied als etnische afstammelingen van de oude Fins-Oegrische volkeren worden beschouwd.

## Fins-Permische volkeren

### Oostzeefinnen
De Oostzeefinnen zijn sterk door hun ligging tussen de Midden-, Noord- en Oost-Europese cultuurgebieden beïnvloed. Ze stonden onder de heerschappij van de Duitse Orde, behoorden tot Zweden of Rusland.
De voorouders van de tegenwoordig minder dan 1000 Lijven gaven hun naam aan Lijfland en zijn grotendeels opgegaan in de Letten.
Een eigen staat verkregen de protestants beïnvloedde Finnen en Esten pas in de 20e eeuw. Terwijl de Finnen hun zelfstandigheid verkregen, zijn de Kareliërs met hun subethnien (eigenlijke Kareliërs, Luden en Livvi) nu een minderheid in de tot Rusland behorende deelrepubliek Karelië. Een aparte groep vormen de Tver-Kareliërs in de regio Oblast Tver ten noorden van Moskou.
Andere Oostzee-Finnen zijn de in het verleden door de orthodox-christelijke traditie gedomineerde kleine volkeren der Ingriërs in de Oblast Leningrad, Wepsen en Woten.

#### Samen
Hoewel de Samen taalkundig tot de Oostzeefinse volkeren behoren, nemen ze etnisch en cultureel een aparte positie in.
Het Proto-Samisch werd waarschijnlijk rond de eerste paar eeuwen van onze jaartelling gesproken in het gebied van het hedendaagse Zuidwest-Finland. De voorouders van de moderne Sami spraken voordien waarschijnlijk een niet-Finse, "paleoeuropese" taal of talen.

### Wolgaïsche en Permische volkeren
Meerdere oude Russische steden werden oorspronkelijk door Finoegriërs gesticht. De volkeren der Wolgafinnen en Komi-Permjaken vormden in de middeleeuwen eigen vorstendommen zoals de Poergasova Volost, of Poergasova Roes, onder de Mordwiense vorst Poergaz in de bossteppe ten westen van de Wolga (12e/13e eeuw). Pas in 1505 kwam met de ontbinding van het vorstendom Groot-Perm (mogelijk het Bjarmaland van de Scandinavische overleveringen) de laatste Fins-Oegrische staat in Oost-Europa tot een einde.
In het Wolga-Oeralgebied oefenden immigranten uit het zuiden en door hen gestichte rijken (Sarmaten, Goten, Hunnen, Chazaren, Wolga-Bulgaren, Wolga-Tataren) steeds een belangrijke invloed uit.
In de periode van de 10e tot de 16e eeuw vond geleidelijk de aansluiting van de door sprekers van de Wolgaïsche en Permische talen bewoonde gebieden aan Rusland plaats.
Een beweging voor nationale autonomie ontstond pas in de 20ste eeuw. Tijdens de Sovjetperiode werden Autonome socialistische sovjetrepublieken en autonome oblasten opgericht, maar hun autonomie bleef zeer beperkt. Tegenwoordig vormen ze overal minderheden in de naar hen vernoemde autonome republieken. Tot deze volkeren behoren de vaak eenvoudig Komi genoemde Komi-Zyrjana, de van de toendra van het Kolaschiereiland tot in Noord-West-Siberië wonende Komi-Izjemtsen en de ten zuiden van hen wonende Komi-Permjaken. In het Wolga-Oeralgebied wonen de Oedmoerten, Mari en de Erzja- en Moksja-Mordwienen. De Besermjanen zijn een Oedmoerts-sprekende etnisch-religieuze groep van moslims.

## Oegriërs
Tot de Oegrische volkeren behoren de Chanten, Mansen en Hongaren. Deze zijn vernoemd naar het historische gebied Joegra in West-Siberië.

## Fins-Oegrische beweging
In 1992 werd in Syktyvkar (deelrepubliek Komi) het Eerste Wereldcongres van Fins-Oegrische volkeren gehouden. In Estland, Finland, Rusland en Hongarije zijn er overheids- of semi-overheidsinstellingen op politiek, wetenschappelijk en cultureel gebied, die de Fins-Oegrische gemeenschappelijkheid plegen. Tot deze Fins-Oegrische beweging hebben zich ook vertegenwoordigers van volkeren die een Samojeedse taal spreken aangesloten.
De aan het einde van de 20e eeuw in Estland opgerichte literaire beweging van het etnofuturisme heeft de wedergeboorte en vernieuwing van de Fins-Oegrische identiteit tot doel.

## Lijst van Fins-Oegrische volkeren
- Besermjanen (islamitische Oedmoerten)
- Chanten (Ostjaken)
- Erzjanen (Mordwienen)
- Esten, inclusief subgroepen
- Finnen
- Hongaren
- Ingriërs (Izjoren, russisch-orthodox)
- Ingermanlanders (protestantse Finnen)
- Kareliërs (inclusief Luden, Livvi, Tver-Kareliërs)
- Komi-Izjemzen
- Komi-Permjaken
- Komi-Syrjanen
- Lijven
- Mansen (Wogoelen)
- Mari
- Moksjanen (Mordwienen)
- Oedmoerten (Wotjaken)
- Wepsen
- Woten

### Historische volkernamen
- Finni, waarschijnlijk oorspronkelijk benaming voor de Samen, later algemene term voor Fins-Oegrische volkeren
- Merja: leefden in het gebied rond de stad Jaroslavl
- Mesjtsjera: leefde in het huidige Centraal-Rusland, in het Mestsjora genaamde gebied rond de stad Rjazan
- Moeroma: stichtten de stad Moerom
- Tsjoeden: algemene term voor Fins-Oegrische volkeren, met name degenen in Noord-West Rusland (Esten, Wepsen)
  - Zavolotsje-Tsjoeden: in het gebied Zavolotsje, tussen het Onegameer en de huidige republiek Komi (Чудь заволочская)